# Leendert Emanuel Hendrik Reeser

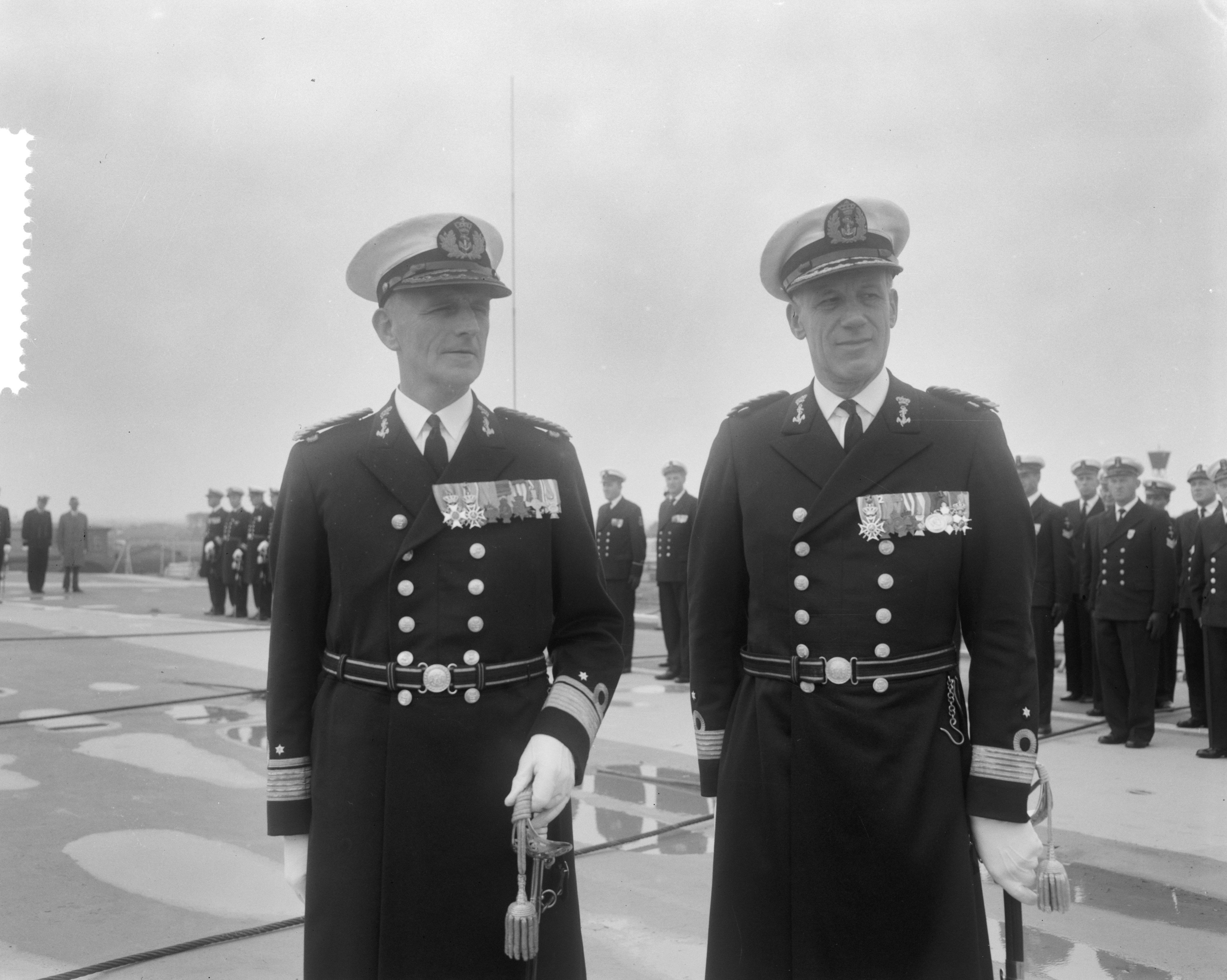
Overdracht van het commando over Smaldeel V door schout-bij-nacht L.E.H. Reeser (links) aan commandeur jhr. W.C.M. de Jonge van Ellemeet

Leendert Emanuel Hendrik Reeser (Rotterdam, 5 mei 1912 – Alkmaar, 2 september 2001) was een Nederlands marineofficier. In de jaren 1961-1962 was hij als schout-bij-nacht verantwoordelijk was voor de algehele verdediging (land-, lucht- en zeestrijdkrachten) van Nederlands-Nieuw-Guinea.

## Biografie
Leendert Emanuel Hendrik Reeser werd geboren in Rotterdam als zoon van Pieter Johannes Reeser en Jacoba Cornelia Maijstre. Hij deed de opleiding aan het Koninklijk Instituut voor de Marine in Willemsoord (1929-1932). In 1932 werd hij benoemd tot luitenant-ter-zee der derde klasse. In het voorjaar van 1933 werd hij voor drie jaar geplaatst in Nederlands-Indië. In 1934 werd hij bevorderd tot luitenant-ter-zee der tweede klasse. Tijdens de Duitse inval in mei 1940 diende Reeser als artillerieofficier aan boord van Hr.Ms. Johan Maurits van Nassau. In deze rol was hij op 13 en 14 mei verantwoordelijk voor de beschieting van een Duitse artillerieopstelling nabij Kornwerderzand. Na de Nederlandse capitulatie en het tot zinken brengen van de Johan Maurits van Nassau, week hij uit naar Groot-Brittannië.
Vanuit Groot-Brittannië voer Reeser op Hr.Ms. kruiser Sumatra naar Nederlands-Indië, waar hij in de periode 1941-1942 als artillerieofficier diende op de torpedobootjager Hr.Ms. Banckert. Na de val van Java in maart 1942, waarbij de Banckert verloren ging, vertrok hij naar Australië. Daar diende hij kort op Hr.Ms. Queen Wilhelmina en werd later geplaatst op Hr.Ms. Van Kinsbergen. In 1943, inmiddels bevorderd tot luitenant-ter-zee der eerste klasse, werd Reeser toegewezen aan de Mariniersbrigade in oprichting in de Verenigde Staten. Tijdens het laatste oorlogsjaar was hij adjudant bij de Nederlandse ambassade in Londen.
Na de bevrijding van Nederland werd Reeser uitgezonden naar Nederlands-Indië. Tussen 1946 en 1949 diende hij als transportofficier in Soerabaja en later als commandant van Hr.Ms. Banda. Na de soevereiniteitsoverdracht van Indonesië in 1949 vervulde hij diverse functies binnen de NAVO. Hij was onder meer liaisonofficier bij het geallieerde opperbevel voor de Atlantische Oceaan in Norfolk, Verenigde Staten, en permanent vertegenwoordiger bij het geallieerd Kanaalcommando. In 1959 werd hij benoemd tot commandant van Hr.Ms. De Ruyter en fungeerde tijdelijk als Commandant van Smaldeel I.
Tijdens de Nederlands-Indonesische crisis over Nieuw-Guinea in de jaren 1961-1962, werd Reeser, inmiddels schout-bij-nacht, belast met de algehele verdediging van het gebied, verantwoordelijk voor land-, lucht- en zeestrijdkrachten. In 1962 werd hij commandant van Smaldeel V en op 1 oktober 1964 werd hij in de functie van Commandant der Zeemacht in Nederland bevorderd tot viceadmiraal. Reeser ging op 1 december 1966 met pensioen. 
Reeser was lid van de CHU. In 1967 werd hij directeur van de uitgeverij De Lage Landen.

## Onderscheidingen
- Bronzen Kruis (KB 30 januari 1941, nr. 19)
- Ridder in de Orde van de Nederlandse Leeuw
- Commandeur in de Orde van Oranje-Nassau
- Officier in de Orde van Oranje-Nassau